# Leticia Fernández Friera
Leticia Fernández Friera (La Coruña, 1977) es una médica española especialista en cardiología. Dirige el Servicio de Cardiología del Centro Integral de Enfermedades Cardiovasculares (CIEC) de HM Hospitales y es socia fundadora de Atria Clinic. Su actividad profesional combina la práctica clínica, la investigación, la docencia y la promoción de la salud cardiovascular con perspectiva de género.

## Trayectoria
Se licenció en Medicina en la Universidad de Oviedo en 1997 y, posteriormente, se especializó en Cardiología en el Hospital Universitario Marqués de Valdecilla (Santander) en 2003. Continuó su formación con una estancia en el Hospital General de Massachusetts de la Escuela de Medicina Harvard en Bostón, en 2007 y 2008, y otra en el Hospital Monte Sinaí de Nueva York, en 2009 y 2010, bajo la dirección del cardiólogo Valentín Fuster. En 2011, se doctoró por la Universidad de Cantabria con una tesis titulada TAC en la Evaluación del Dolor Torácico Agudo: Valor Diagnóstico del Calcio Coronario Score, obteniendo la calificación de cum laude.
En el ámbito clínico, ha trabajado en el Centro Nacional de Investigaciones Cardiovasculares (CNIC), Desde 2010, dirige la Unidad de Imagen Cardiaca del Centro Integral de Enfermedades Cardiovasculares (CIEC) de HM Hospitales, donde coordina la Unidad de Cardiología de la Mujer desde 2021, fue nombrada Coordinadora de investigación en 2022 y directora del propio CIEC en 2023. Su labor investigadora incluye más de 100 publicaciones científicas en revistas especializadas como Nature, Circulation o The New England Journal of Medicine, con un índice h de 29. Y sus líneas principales de estudio se centran en la aterosclerosis, la prevención cardiovascular, las enfermedades cardíacas en mujeres y las técnicas de imagen no invasiva.
En el ámbito docente, es profesora de la Facultad de Medicina de la Universidad CEU San Pablo desde 2015 y directora de cursos especializados en tomografía y resonancia magnética cardíaca desde 2017. Ha participado como autora y editora en publicaciones técnicas y de divulgación, entre ellas La salud de tu corazón (2017), con el doctor Jorge Solis Martín del Servicio de Cardiología del Hospital Universitario HM Montepríncipe, y el Manual de imagen cardiovascular, y ha formado a más de 60 médicos en técnicas de imagen cardíaca avanzada. Como divulgadora de temas relacionados con salud cardiovascular, y ha sido invitada a programas de televisión, ha participado en la iniciativa Aprendemos juntos 2030, entre otros.
Fernández impulsa iniciativas de salud con enfoque de género, y lidera el proyecto Corazón de Mujer, centrado en la concienciación sobre salud cardiovascular femenina, y participa en la campaña «Mujeres por el corazón», y es miembro del Comité Español de Enfermedades Cardiovasculares en la Mujer. Además, ha liderado el estudio Wake Up, financiado por el Instituto de Salud Carlos III, cuyo objetivo es concientizar sobre la enfermedad cardiovascular en las mujeres, que tiene una sintomatología muy distinta a la de los hombres.

## Reconocimientos
En 2018, Leticia Fernández Friera obtuvo la máxima acreditación (Nivel III) en Cardio-RM por la Sociedad Europea de Cardiología, que certifica el nivel más alto de competencia en resonancia magnética cardiaca a nivel europeo. Dos años después. en 2020, recibió de la misma institución la máxima acreditación en TAC cardiaco.

## Obra
- 2017 – La salud de tu corazón. Con Jorge Solis Martín. La Esfera de los Libros. ISBN  978-8491641926.